# Offord & Sons

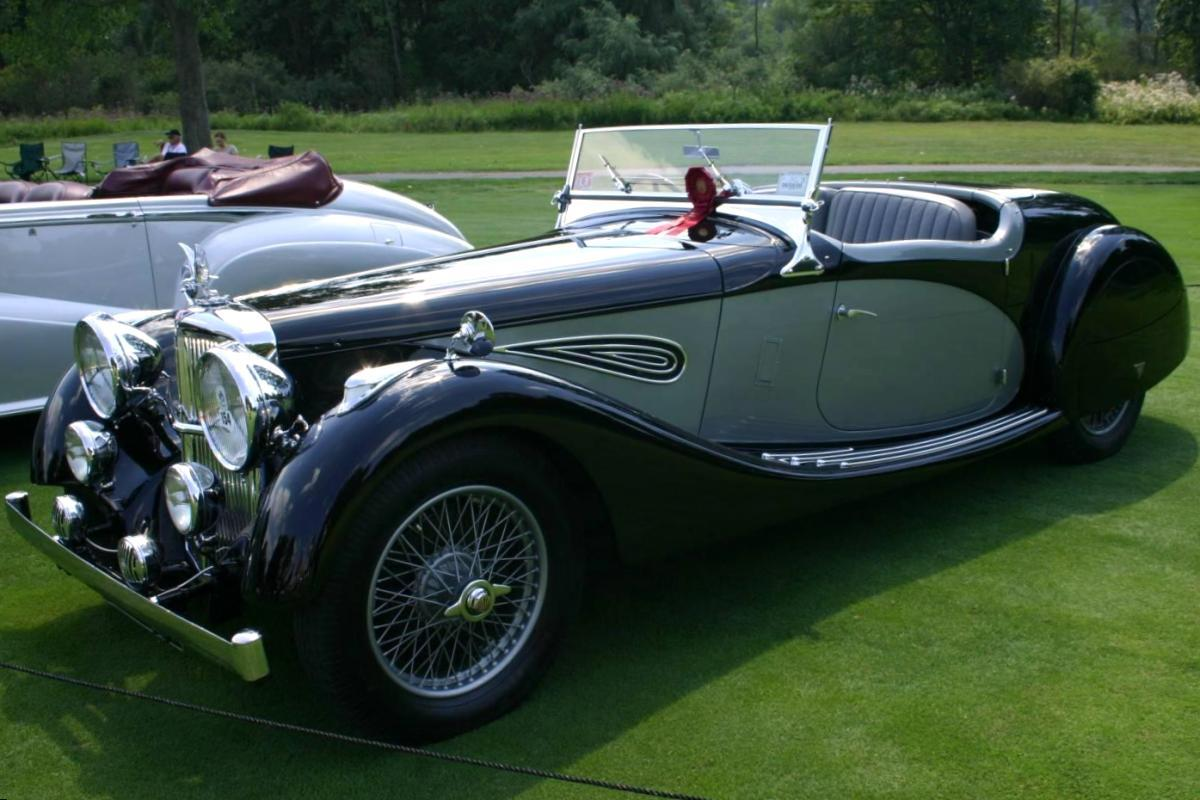
Von Offord karossierter Alvis Speed 25 (1937)

Offord & Sons war ein britischer Stellmacherbetrieb und Hersteller von Automobilkarosserien, der im Londoner West End ansässig war. Das Familienunternehmen produzierte in der ersten Hälfte des 20. Jahrhunderts in erster Linie handgefertigte und auf individuelle Kundenwünsche zugeschnittene Aufbauten für britische und US-amerikanische Oberklassefahrzeuge.

## Unternehmensgeschichte
Offord & Sons wurde 1791 gegründet. Das Unternehmen stellte zunächst Kutschen her. Im 19. Jahrhundert wurde es zum königlichen Hoflieferanten und war zeitweise verantwortlich für den Unterhalt der Kutschen im königlichen Fuhrpark (Royal Mews). 1895 wurde die erste Automobilkarosserie hergestellt. Offord zeigte sie im gleichen Jahr auf der Horseless Carriage Exhibition in Crystal Palace.
Zwischen 1901 und 1902 stellte das Unternehmen komplette Automobile her, die als Harrington vermarktet wurden. Elektroautos entstanden 1903. Sie trugen den Markennamen Offord; ein ähnliches Fahrzeug war bereits 1896 an der Horseless Carriage Exhibition 1896 vorgestellt worden, die im Imperial Institute in London stattfand.
Nach dem Ende des Ersten Weltkriegs fertigte Offord aufwändige Individualkarosserien für hochpreisige Chassis. Parallel dazu versuchte das Unternehmen, Automobilkarosserien für preiswertere Chassis auch in größerer Serie zu produzieren. Offord übernahm zu diesem Zweck den in Stevenage ansässigen Konkurrenzbetrieb Gazeley, der ein Verfahren zur Serienherstellung leichter Allwetteraufbauten („Featherlights“) entwickelt hatte. Die Aufbauten waren für Chassis von Ford und Chevrolet konzipiert. Das Projekt scheiterte allerdings, und Offord musste die Gazeley-Anlagen mit hohem Verlust verkaufen. Es folgte eine Insolvenz Offords, in deren Folge das Unternehmen restrukturiert wurde.
Von nun an unterhielt Offord keine eigenen Werkstätten mehr. Das Unternehmen beschränkte sich darauf, auf Kundenwunsch individuelle Karosserien für Fahrgestelle von Bentley, Rolls-Royce, Packard oder Stutz zu entwerfen. Mit dem handwerklichen Aufbau der Karosserien wurden dann jeweils Subunternehmer wie R. Harrison & Son, T.H. Gill, Carlton und Lancefield beauftragt. In den 1930er-Jahren entwarf Offord schließlich eine Reihe von Standardkarosserien für Clement Talbot und Vauxhall, die in die jeweiligen Werkskataloge aufgenommen wurden. Das letzte Design Offords war ein Cabrioletaufbau für Alvis, der von 1936 bis 1939 in mehreren Exemplaren hergestellt wurde.
1939 stellte Offord den Betrieb ein. Einige Handwerker kümmerten sich allerdings in den Folgejahren weiterhin um die Fahrzeuge des britischen Königshauses.

## Kraftfahrzeugbau

### Markenname Harrington
Das einzige Modell war der 7 HP. Ein Einzylindermotor war vorne im Fahrzeug montiert und trieb die Hinterachse an. Die offene Karosserie bot Platz für vier Personen.

### Markenname Offord
Dies waren Elektroautos. Ein Elektromotor trieb die Fahrzeuge an.